# Великокрупільська сільська рада
| Великокрупільська сільська рада — орган місцевого самоврядування у Згурівському районі Київської області з адміністративним центром у с. Великий Крупіль. Історична дата утворення: в 1936 році. Водоймища на території, підпорядкованій даній раді: р. Недра. Сільській раді підпорядковані населені пункти: - с. Великий Крупіль - с. Малий Крупіль |

Населення згідно з даними Всеукраїнського перепису 2001 року становить 898 осіб, площа сільради разом із селами становить 463,4 квадратних кілометри, з них: територія Великого Круполя — 351,2, Малого Круполя — 112,2 квадратних кілометри. Площа населених пунктів становить 4,621 км квадратних. Середня щільність населення — 1,9379 осіб на квадратний кілометр.

## Склад ради
Рада складається з 14 депутатів та голови.

### Керівний склад ради
| ПІБ                        | Основні відомості                                                 | Дата обрання | Дата звільнення |
| -------------------------- | ----------------------------------------------------------------- | ------------ | --------------- |
| Козловець Наталія Іванівна | Сільський голова, 1969 року народження, освіта, позапартійна      | 26.03.2006   | 31.10.2010      |
| Козловець Наталія Іванівна | Сільський голова, 1969 року народження, освіта вища, позапартійна | 31.10.2010   |                 |

Примітка: таблиця складена за даними джерела

## Історія
Вперше Великокрупільська сільська рада згадується під 1923 роком у складі Лехнівського району Прилуцького округу. Тоді її населення становило 1972 людини, крім Великого Круполя до його складу входив хутір Корбина Гребля, нині неіснуючий. Корбина Гребля на 1923 рік мала 16 жителів.
Офіційною датою заснування сільради вважається 1936 рік — саме тоді вона була створена у складі Березанського району Київської області, і тепер до неї входив лише Великий Крупіль. 1950 року була ліквідована Малокрупільська сільська рада, і Малий Крупіль увійшов до складу Великокрупільської. Але через 10 років така сама доля спіткала і її — вона разом з обома селами увійшла до Войківської.
Відновлена у попередньому складі (села Великий та Малий Крупіль) сільрада була 4 травня 1984 року у складі Березанського району. 1986 року вона увійшла до новоствореного Згурівського району Київської області, і з того часу її склад та розташування не змінюються.